# Karol Popiel

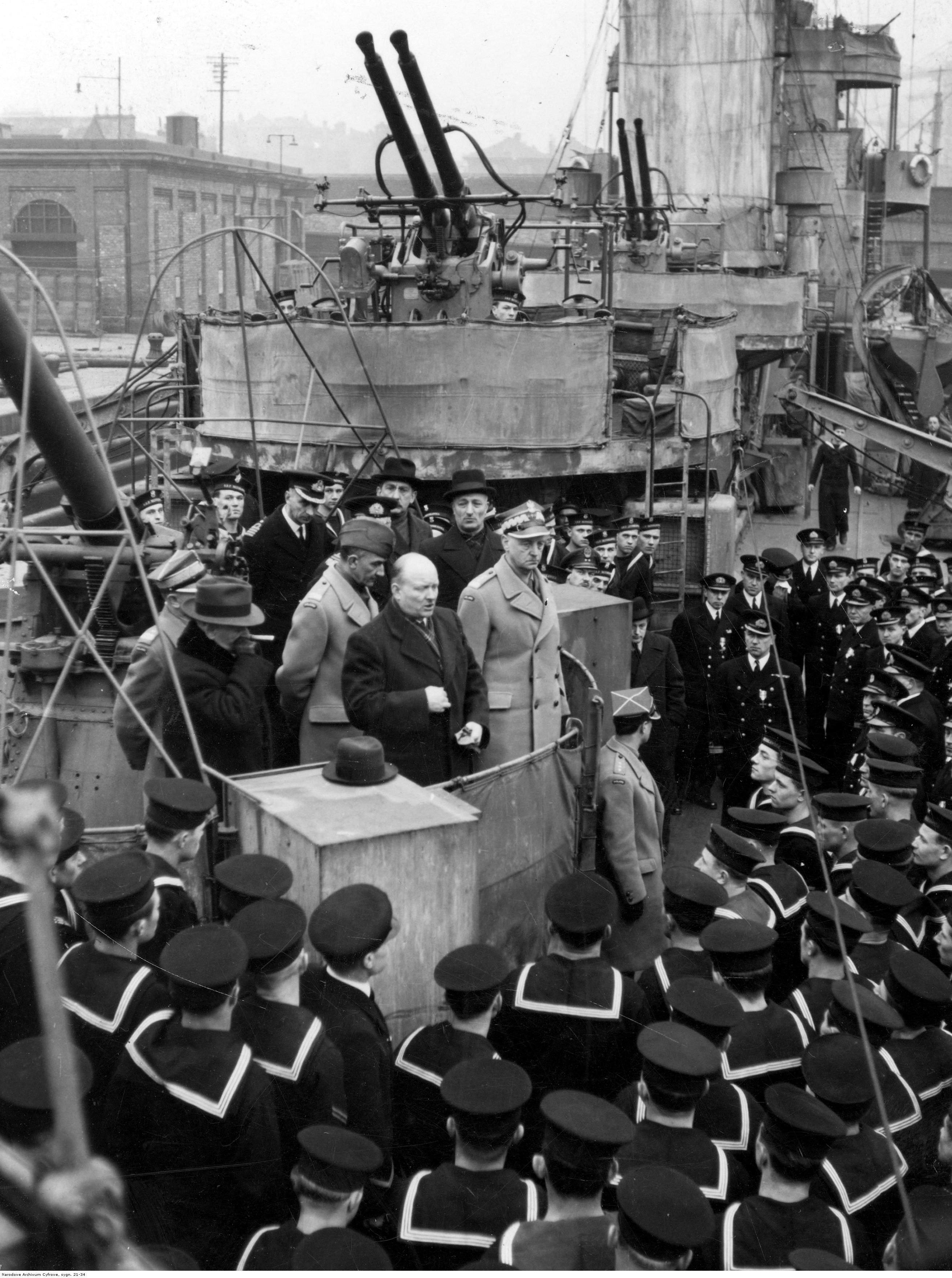
ORP Blyskawica Sikorski, Mikolajczyk, Popiel

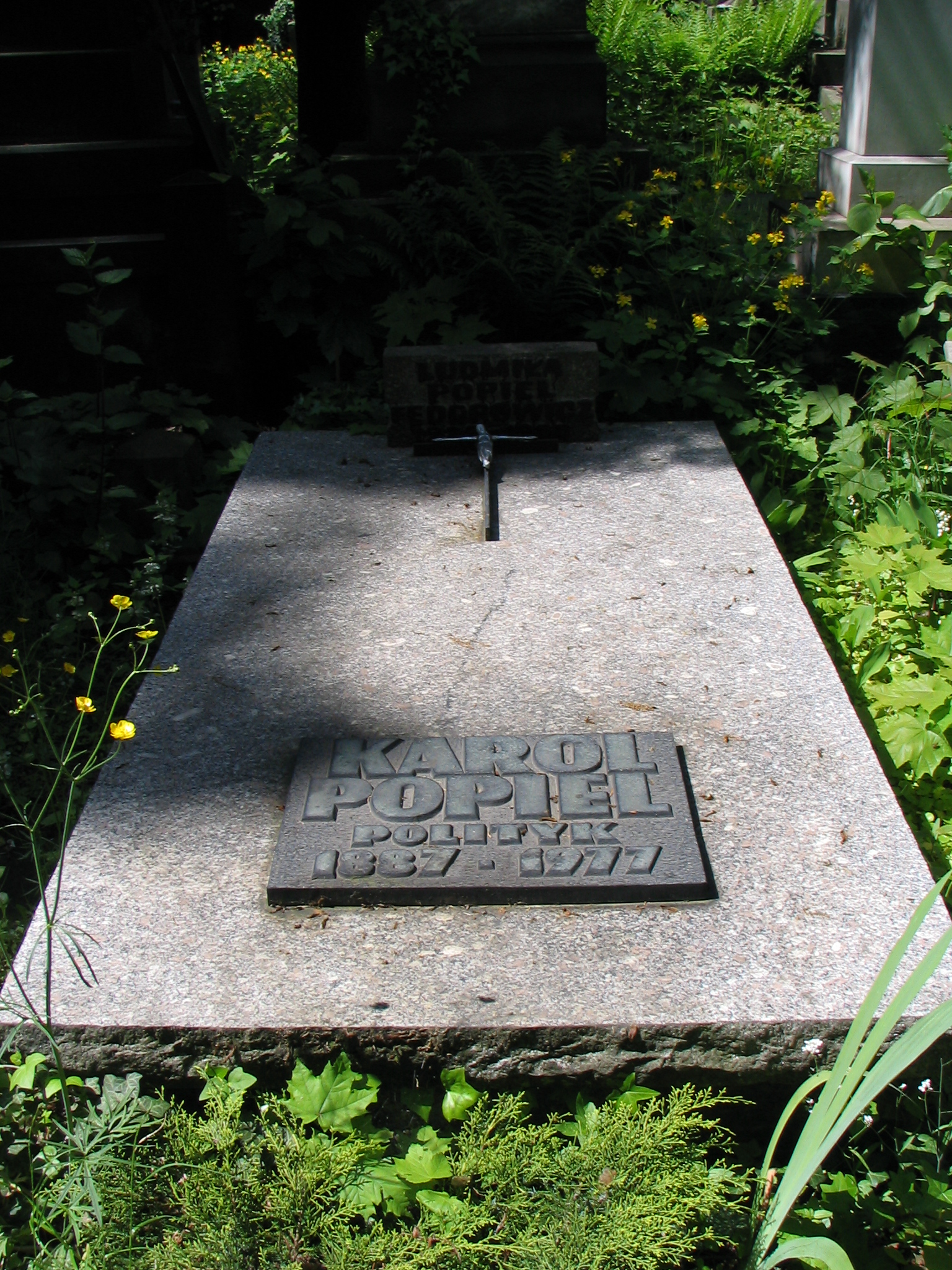
Nagrobek Karola Popiela na cmentarzu Powązkowskim

Karol Michał Popiel ps. Kornicz (ur. 28 października 1887 w Rzochowie, zm. 6 czerwca 1977 w Rzymie) – polski polityk chadecki i pisarz.
Żołnierz Legionów Polskich, działacz Narodowego Związku Robotniczego, więzień polityczny twierdzy brzeskiej, od 1936 związany z opozycyjnym wobec rządów sanacyjnych Frontem Morges. Podczas II wojny światowej pełnił kolejno funkcje: p.o. ministra sprawiedliwości (1941–1942), ministra bez teki (1942–1943) oraz ministra odbudowy administracji publicznej (1943–1944) w rządach Władysława Sikorskiego i Stanisława Mikołajczyka. W latach 1937–1939 oraz 1945–1946 przywódca Stronnictwa Pracy, członek Komitetu dla Spraw Kraju w 1943, członek Centralnej Komisji Porozumiewawczej Stronnictw Demokratycznych w 1946 roku. Poseł na Sejm I kadencji oraz do Krajowej Rady Narodowej. Od 1947 na emigracji.

## Młodość
Syn Jana i Katarzyny z domu Szczerbickiej. W 1908 ukończył gimnazjum w Tarnowie. Później studiował prawo na Uniwersytecie Lwowskim.
Współtwórca Polskich Drużyn Strzeleckich. Był członkiem Wydziału Finansowego Komisji Tymczasowej Skonfederowanych Stronnictw Niepodległościowych. Działał również w Zjednoczeniu Organizacji Niepodległościowych ze Związku Inteligencji Niepodległościowej.
W czasie I wojny światowej walczył w Legionach Polskich. Był członkiem Centralnego Komitetu Narodowego w Warszawie w okresie od grudnia 1915 do lutego 1917. W 1916 wspierał Departament Wojskowy Naczelnego Komitetu Narodowego.

## Działalność polityczna w II Rzeczypospolitej
W latach 1918–1921 pracował w Ministerstwie Spraw Wewnętrznych. W 1920 był jednym z założycieli Narodowej Partii Robotniczej, w latach 1929–1937 prezesem Zarządu Głównego. W latach 1922–1927 był posłem na Sejm I kadencji. W 1927 wyjechał za granicę.
W okresie od 9 września do 29 grudnia 1930 za działalność w Centrolewie więziony był w twierdzy brzeskiej. Zwolennik połączenia NPR i Polskiego Stronnictwa Chrześcijańskiej Demokracji. Od 1936 działacz Frontu Morges. W latach 1937–1939 urzędujący prezes (formalnie wiceprezes) Stronnictwa Pracy (powstałego z połączenia NPR i chadecji). Redaktor Prawdy i Nowej Rzeczypospolitej.

## II wojna światowa
Po agresji Niemiec na Polskę przedostał się do Francji, gdzie znalazł się w strukturach polskiego rządu na uchodźstwie. 6 października 1939 objął stanowisko podsekretarza stanu w Ministerstwie Pracy i Opieki Społecznej (był nim do 20 października 1941). 
Po klęsce Francji w wojnie z Niemcami, od czerwca 1940 przebywał w Wielkiej Brytanii. Był zwolennikiem polityki prowadzonej przez premiera gen. Władysława Sikorskiego. Po ataku Niemiec na ZSRR popierał normalizację stosunków polsko-radzieckich i podpisanie układu Sikorski-Majski.
Wszedł w skład trzeciego rządu Władysława Sikorskiego: od 20 października 1941 do 21 stycznia 1942 kierował działalnością Ministerstwa Sprawiedliwości, natomiast w okresie 21 od stycznia 1942 do 24 lipca 1943 pełnił funkcję ministra bez teki.
Od 24 lipca 1943 do 29 listopada 1944 był ministrem odbudowy administracji publicznej w rządzie Stanisława Mikołajczyka.

## Okres powojenny
Zaakceptował ustalenia jałtańskie, latem 1945 zdecydował się na powrót do Polski. Próbował tam organizować legalne Stronnictwo Pracy. Od lipca 1945 do lipca 1946 pełnił funkcję prezesa Zarządu Głównego Stronnictwa Pracy w kraju. 29 grudnia 1945 został dokooptowany do Krajowej Rady Narodowej przez Prezydium KRN. 20 września 1946 zrzekł się mandatu. W listopadzie 1947 wyjechał legalnie do Stanów Zjednoczonych. Później przebywał w Paryżu, od 1962 mieszkał w Rzymie. Był członkiem Światowej Unii Chrześcijańskiej Demokracji. Będąc na emigracji zabiegał o międzynarodowe uznanie przez kraje zachodniej Europy polsko-niemieckiej granicy na Odrze i Nysie Łużyckiej. W latach 1970–1977 jego sekretarzem był Adam Broż.
W PRL informacje na temat Karola Popiela podlegały cenzurze. Jego nazwisko znajdowało się na specjalnej liście osób z całkowitym zakazem publikacji. Zalecenia cenzorskie dotyczące jego osoby zanotował Tomasz Strzyżewski, który w swojej książce o peerelowskiej cenzurze opublikował notkę informacyjną nr 9 z 1975 roku Głównego Urzędu Kontroli Prasy, Publikacji i Widowisk. Wytyczne dla cenzorów zawierały na liście autorów zakazanych jego nazwisko głosząc: „(...) w stosunku do niżej wymienionych pisarzy, naukowców i publicystów przebywających na emigracji (w większości współpracowników wrogich wydawnictw i środków propagandy antypolskiej) należy przyjąć zasadę bezwarunkowego eliminowania ich nazwisk oraz wzmianek o ich twórczości, poza krytycznymi, z prasy, radia i TV oraz publikacji nieperiodycznych o nienaukowym charakterze (literatura piękna, publicystyka, eseistyka)”.
Będąc na emeryturze zajął się pisaniem książek politycznych i wspomnieniowych. Napisane przez niego na emigracji publikacje w Polsce zostały wydane dopiero w latach 80.
Pochowany został na cmentarzu Powązkowskim w Warszawie (kwatera 169-3-4).

## Życie prywatne
Był żonaty z Ireną z domu Żukowską, z pierwszego małżeństwa Gaszyńską. Jego bratem był Konstanty Popiel – działacz społeczny i nauczyciel. Ludmiła Popiel – wybitna artystka awangardowa była jego bratanicą.

## Ordery i odznaczenia
- Krzyż Komandorski z Gwiazdą Orderu Odrodzenia Polski (31 lipca 1946)[15]

## Publikacje
- Na mogiłach przyjaciół, Londyn 1966[16].
- Od Brześcia do „Polonii”, Londyn 1967.
- Generał Sikorski w mojej pamięci, Londyn 1978, Warszawa 1983[17].
- Wspomnienia polityczne, Warszawa 1984[18].